# Campo di Trens
Campo di Trens (en allemand, Freienfeld) est une commune italienne d'environ 2 700 habitants située dans la province autonome de Bolzano, dans la région du Trentin-Haut-Adige, dans le Nord-Est de l'Italie.

## Répartition des langues
Selon le recensement de 2011, la plupart des habitants (96 %) parlent l'allemand comme langue maternelle, 3,5 % parlent l'italien nativement et 0,5 % le ladin.

## Administration
| Période                                  | Période  | Identité     | Étiquette | Qualité |
| ---------------------------------------- | -------- | ------------ | --------- | ------- |
| 9/5/2005                                 | En cours | Armin Holzer | SVP       | maire   |
| Les données manquantes sont à compléter. |          |              |           |         |

### Hameaux
Valgenauna, Flanes, Castelpietra, Rizzolo, Fuldres, Novale Basso, Dosso, Pruno, Mules, Stilves, Trens

### Communes limitrophes
Les communes limitrophes sont  Fortezza, Racines, Rio di Pusteria, Sarentino, Val di Vizze et Vipiteno.